# Damias buruana
Damias buruana är en fjärilsart som beskrevs av Rudolph van Eecke 1929. Damias buruana ingår i släktet Damias och familjen björnspinnare. Inga underarter finns listade i Catalogue of Life.